# Jackie O (opera)
Jackie O è un'opera da camera contemporanea in due atti (durata circa 90 minuti) musicata dal compositore statunitense Michael Daugherty su libretto di Wayne Koestenbaum.
Commissionata nel 1995 dallo Houston Opera Studio, è andata in scena per la prima volta l'anno successivo. È stata poi ripresa in varie rappresentazioni in teatri di Stati Uniti, Canada, Francia, Svezia ed è stata inserita nel cartellone dell'edizione 2008 del Lugo Opera Festival.
È stata incisa su disco (etichetta Decca) nel 2007.

## Soggetto
L'opera è centrata su alcuni episodi della vita di Jacqueline Kennedy Onassis, già first lady come moglie del presidente John Fitzgerald Kennedy e, successivamente, sposa dell'armatore greco Aristotele Onassis.
Jackie O - come è stata soprannominata Jacqueline Lee Bouvier - ripercorre nel lavoro lirico di Daugherty-Koestenbaum il mito di Orfeo visto au contraire. Non si rassegna alla perdita del primo marito, mentre il secondo matrimonio costituisce per lei quasi una discesa agli inferi dalla quale trarrà la convinzione che Jack[Kennedy]/Euridice non potrà
fare ritorno.
L'opera è strutturata in due atti: il primo è ambientato durante un happening organizzato dal maestro della pop art, Andy Warhol. Nella festa compaiono personaggi celebri del jet set e del mondo dello spettacolo, come Elizabeth Taylor e Grace Kelly. È durante questa festa che Jacqueline fa il suo incontro con il magnate Onassis, assieme al quale - al pari di Orfeo rispetto ad Euridice - potrà essere felice solo se non si volterà indietro.
La scena si sposta nel secondo atto nell'isola greca di Skorpios, dove Jackie acquista la consapevolezza di non poter dimenticare il suo primo marito. Solo un risolutivo incontro con Maria Callas - perduta nella sua infelicità dovuta all'aver perso tanto la voce quanto l'amore di Onassis, cui era legata da tempo - la aiuterà a trovare la forza per rompere la sorta di incantesimo, voltarsi indietro e ritornare ad essere una persona vitale.

## Autori
Michael Daugherty - nato il 28 aprile 1954 a Cedar Rapids, nello Iowa - ha improntato la sua opera a influenze compositive con citazioni dalla musica barocca e del primo Novecento, integrandole con accenni di musica rock e ricorrendo anche agli stilemi del musical.
Daugherty ha studiato a Parigi con György Ligeti ed è autore di diverse opere, fra cui due in omaggio al cantante Elvis Presley, e di Metropolis Symphony, un tributo ai fumetti di Superman.
Wayne Koestenbaum, autore del libretto, è poeta, saggista e critico letterario e musicale. Insegna alla Princeton University ed è docente di letteratura inglese alla City University of New York (CUNY), nonché uno dei principali esponenti del mondo culturale newyorkese.
È autore del saggio The Queen's Throat (La gola della Regina, pubblicato nel 1993) dedicato all'opera lirica e alle sue correlazioni con il mondo queer.